# Rami Shaaban
Rami Shaaban ('raːmɪ 'ʃaːbɑn; Fisksätra, 30 giugno 1975) è un ex calciatore svedese, di ruolo portiere.

## Carriera

### Club
Iniziò la sua carriera professionistica nel Djurgården di Stoccolma prima di passare all'Arsenal nell'agosto 2002. Giocò solo 5 partite in 2 anni e subì alcuni infortuni, tra cui una frattura alla gamba. Nel gennaio 2004 andò in prestito al West Ham United per un mese, ma non disputò alcuna partita ufficiale con gli Hammers. Nel febbraio 2004, firmò per il Brighton & Hove Albion con un contratto a gettone, debuttando nella partita vinta 2-1 contro il Sunderland, e di lì a pochi giorni firmò un contratto fino al termine della stagione. Alla scadenza del contratto passò al Fredrikstad a parametro zero.
Nel 2008 passa all'Hammarby, dove gioca in totale 26 partite fino al 2011, anno del ritiro.

### Nazionale
È stato convocato nella rosa della nazionale svedese per i Mondiali del 2006 pur non avendovi mai giocato in precedenza. Ha esordito il 25 maggio 2006 nell'amichevole pre-mondiale contro la Finlandia, giocando 45 minuti senza subire reti. Il 10 giugno 2006 ha giocato da titolare nella partita dei mondiali contro Trinidad e Tobago. Quella è stata l'unica partita da lui giocata in quanto è stato riserva del titolare Isaksson; è stato secondo di quest'ultimo anche a Euro 2008.